# IJzerstapeling
IJzerstapeling is het opeenhopen van tweewaardige ijzerionen (Fe2+) in het lichaam. Dit gebeurt omdat er een teveel aan ijzer in is genomen en het ijzer geen functie meer kan vervullen in het lichaam. Dit heeft ijzervergiftiging tot gevolg. Zie voor meer achtergronden: Hemochromatose.